# Bingo (Album)
Bingo ist das erste Soloalbum von Bela B., dem Schlagzeuger der deutschen Punkrock-Band Die Ärzte.

## Hintergrund
Anfangs wollte Bela B., mit bürgerlichem Namen Dirk Felsenheimer, sein Album mit dem Namen B-Seite betiteln. Weil jedoch eine Ende 2005 erschienene DVD von den Beatsteaks bereits diesen Titel trug, entschloss er sich schließlich doch dazu, es Bingo zu nennen.
Das Album erschien am 12. Mai 2006, nachdem bereits am 15. April 2006 die erste Singleauskopplung Tag mit Schutzumschlag veröffentlicht wurde. Es stieg von Null auf Platz 2 in die deutschen und österreichischen Charts ein.
Bereits vier Wochen nach Veröffentlichung startete die erste Live-Tournee mit dem Titel Bela B.s Bingo Show. Hier spielte der Künstler auch solo erstmals bei den größten deutschen Rockfestivals Rock am Ring und Rock im Park, wo er auch nicht wie gewohnt am Schlagzeug stand, sondern als Gitarrist und Sänger agierte.
Der zur ersten ausgekoppelten Single gehörende Videoclip ist eine Parodie auf das kurz davor erschienene Remake von Roald Dahls Charlie und die Schokoladenfabrik. Bela B. spielt sich selbst als Schokoladenfabrikbesitzer, im Original Willy Wonka, der in der Verfilmung von Johnny Depp dargestellt wird.
Die Idee, ein Soloalbum zu produzieren, entstand laut Aussage Belas, als er gemeinsam mit dem Gitarristen Olsen Involtini, Wayne Jackson und der Sängerin Lula den Song Justified & Ancient für einen KLF-Tribute-Sampler aufnahm. Außerdem wollte er, während Ärzte-Gitarrist Farin Urlaub solo erfolgreich ist, selber auch neue Musikrichtungen ausprobieren. „Bei den Ärzten haben wir unseren ausgebauten Kosmos und bestimmte Erwartungshaltungen“, so Bela.
Das Duett mit Lee Hazlewood mit dem Titel Lee Hazlewood & das erste Lied des Tages ist zweisprachig in Deutsch und Englisch aufgenommen worden und lässt Country- sowie Surf-Elemente einfließen. Zu einer Zusammenarbeit mit Dick Dale, der bei diesem Titel die Gitarre spielen sollte, ist es indes nicht gekommen.
Ein weiteres Duett mit dem Titel 1. 2. 3. … nahm Bela gemeinsam mit der Moderatorin Charlotte Roche auf, für die er als Schwangerschaftsvertretung die Sendung Fast Forward moderierte. Das Stück ist als zweite Singleauskoppelung am 21. Juli 2006 erschienen.
Die dritte Single namens Sie hat was vermisst erschien am 3. November 2006. Auf dieser sind neben der Albumversion auch diverse B-Seiten zu finden: Sie hat den Mambo vermisst (Bela B. feat. Roy Paci & Aretuska), (Spiel mir das Lied vom) Sie hat was vermisst (gesungen von We Are Scientists) sowie eine weitere Live-Aufnahme aus dem Lunik: Z.
Die vierte und letzte Single Gitarre runter erschien am 17. August 2007.
Auf der Wiederveröffentlichung 2019 befinden sich die Bonussongs Loverboy (von der Single „Tag mit Schutzumschlag“), Wenn das mal Liebe wird?! (von der Single „1. 2. 3. ...“), Bombe tickt (von der Single Gitarre runter), Deutsche – kauft nicht bei Nazis (für die Initiative Kein Bock auf Nazis) und Kein Ort für einen Mann feat. Mondo Sangue.

## Titelliste
1. B-Vertüre (Eric Babak/Dirk Felsenheimer) – 1:22 (davor als Hidden Track Theme from Bingowings)
2. Gitarre runter (Dirk Felsenheimer) – 3:46
3. Tag mit Schutzumschlag (Bruhn, Dirk Felsenheimer/Dirk Felsenheimer) – 3:06
4. Irgendetwas bleibt (Stülpner, Wayne Jackson/Dirk Felsenheimer) – 3:30
5. Traumfrau (Stülpner, Bruhn, Wayne Jackson, Dirk Felsenheimer/Stülpner, Dirk Felsenheimer) – 3:07
6. Letzter Tag (Dirk Felsenheimer) – 4:13
7. Was ist nur los…? (Dirk Felsenheimer) – 2:34
8. 1. 2. 3. … (Wayne Jackson, Bruhn/Wayne Jackson, Dirk Felsenheimer) – 3:03 (featuring Charlotte Roche)
9. Sie hat was vermisst (Dirk Felsenheimer) – 4:06
10. Der Vampir mit dem Colt (Dirk Felsenheimer) – 4:48
11. Versuchs doch mal mit mir (Ludwig/Dirk Felsenheimer) – 3:07
12. Lee Hazlewood & das erste Lied des Tages (Quidde, Stülpner, O’Ryan/Dirk Felsenheimer) – 3:43 (featuring Lee Hazlewood)
13. Hab keine Angst (Quidde, Stülpner, O’Ryan/Dirk Felsenheimer, Stülpner) – 3:55 (featuring Lula)
14. ZappingsonG (Dirk Felsenheimer) – 2:08
15. Wiehr thind sssuper (Bruhn, Stülpner/Dirk Felsenheimer, Stülpner, Wayne Jackson) – 3:17
16. Baby läuft fort (Quidde, Stülpner, Wayne Jackson/Dirk Felsenheimer, Stülpner) – 3:49
17. Traumfrau again (Stülpner/Stülpner, Dirk Felsenheimer) – 1:05

## Rezeption
„[...]So überrascht "Bingo" trotz des Wissens um die Leistungen des Ärzte-Schlagzeugers mit einer ungemein abwechslungsreichen Songpalette, schönen Refrains, vielen kleinen Alltagswahrheiten und einer bestens austarierten Mischung aus Klamauk und Ernst (was man noch während des zu flach geratenen Quasi-Openers "Gitarre Runter" kaum glauben mag). So frisch klang Farin jedenfalls zuletzt auf seinem Solodebüt. Und irgendwie bekommt man dann doch wieder Lust auf ein neues Ärzte-Album.“